# Ich bin ein Berliner

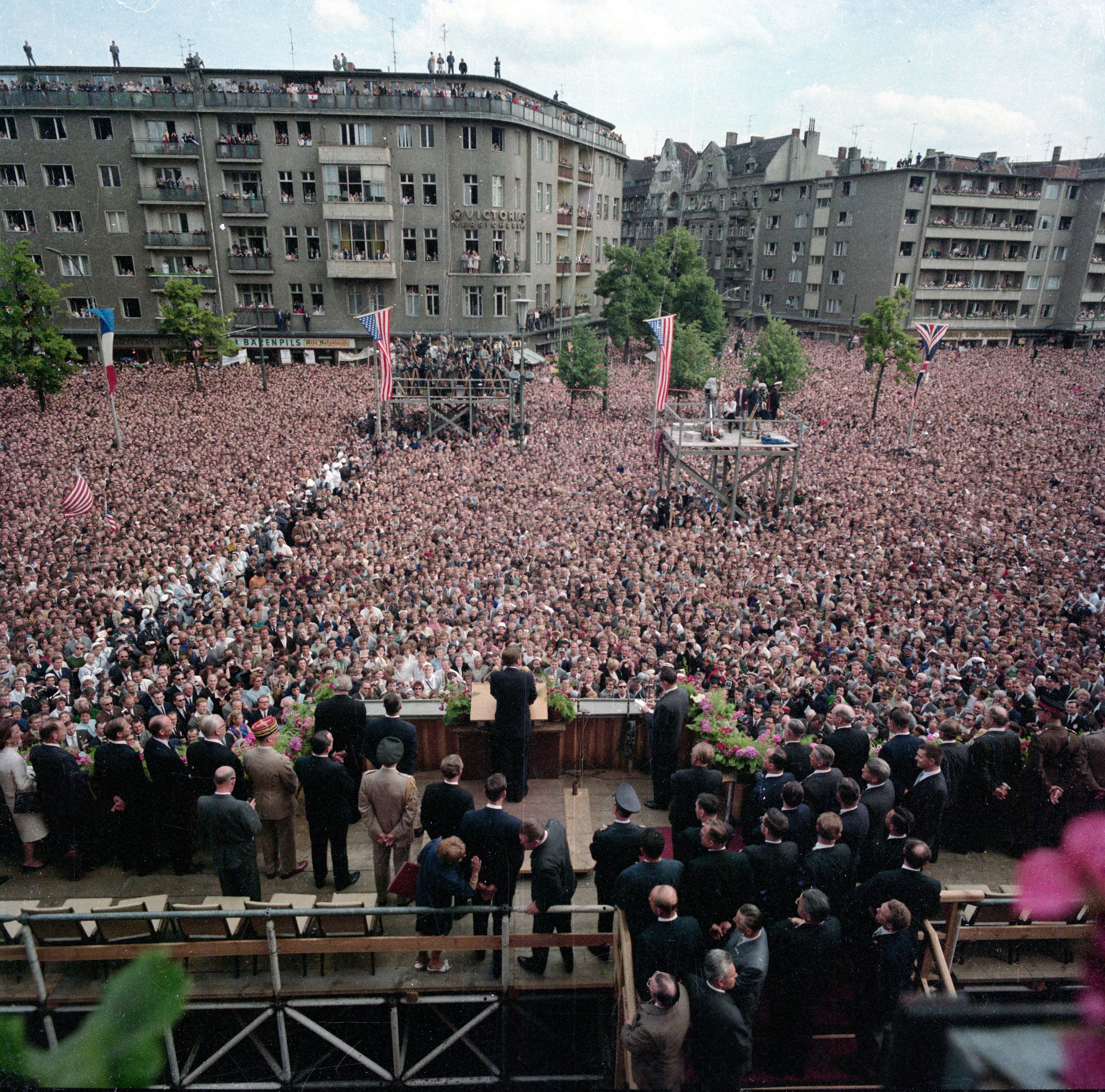
Kennedy bei seiner Rede vor dem Rathaus Schöneberg

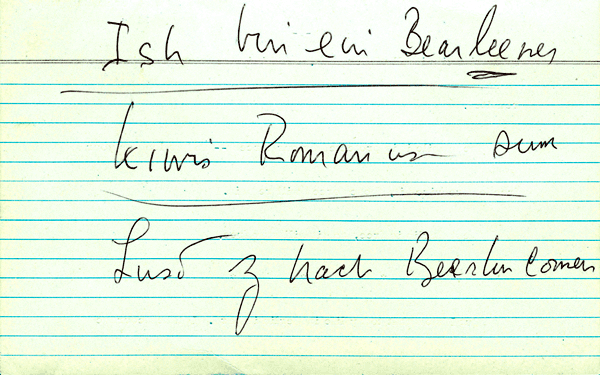
Kennedys Notizen zu den fremdsprachigen Passagen:
Ish bin ein Bearleener
kiwis Romanus sum
Lusd z nach Bearleen comen, ausgestellt im Bundeskanzleramt

Manuskript der Rede, ausgestellt im Bundeskanzleramt

„Ich bin ein Berliner“ ist ein berühmtes Zitat aus der Rede John F. Kennedys am 26. Juni 1963 vor dem Rathaus Schöneberg in West-Berlin. Nachdem Kennedy in seinem ersten Amtsjahr als US-Präsident 1961 den Mauerbau hingenommen hatte, sollten sein Besuch anlässlich des 15. Jahrestages der Berliner Luftbrücke und seine Rede die anhaltende Solidarität der Vereinigten Staaten mit West-Berlin verdeutlichen. Sie stellten klar, dass die Vereinigten Staaten West-Berlin nicht dem sowjetischen Kommunismus überlassen würden. Zwar war Kennedy keineswegs gewillt, konkret etwas gegen die Abriegelung der Westsektoren Berlins zu unternehmen, da diese Maßnahme einen friedlichen Ausweg aus der Berlin-Krise bot und die „drei Essentials“ sicherte:
1. das Recht der Westmächte auf Anwesenheit in ihren jeweiligen Sektoren,
2. ihr Zugangsrecht nach Berlin und
3. die Wahrung der Sicherheit und der Rechte der Bürger West-Berlins.

Im Bereich der antikommunistischen Propaganda sah er allerdings durchaus Handlungsbedarf. Daher reiste er im Juni 1963 nach Berlin. Sein Besuch wurde zu einem emotional aufgeladenen Massenereignis ohnegleichen. Die Rede wurde in Radioprogrammen sowie in Fernsehprogrammen der ARD und amerikanischer Sender live übertragen und damit sowohl zu einem Ausdruck visueller als auch akustischer Symbolpolitik im Kalten Krieg.

## Auftreten des Ausspruchs
Der Ausspruch kommt in deutscher Sprache auch im englischen Original der gut neunminütigen Rede zweimal vor: am Anfang und als Schluss.
1. “Two thousand years ago the proudest boast was ‘Civis romanus sum’. Today, in the world of freedom, the proudest boast is ‘Ich bin ein Berliner’.”
„Vor zweitausend Jahren war der stolzeste Satz ‚Ich bin ein Bürger Roms‘. Heute, in der Welt der Freiheit, ist der stolzeste Satz ‚Ich bin ein Berliner‘.“
2. “All free men, wherever they may live, are citizens of Berlin, and, therefore, as a free man, I take pride in the words ‘Ich bin ein Berliner!’”
„Alle freien Menschen, wo immer sie leben mögen, sind Bürger Berlins, und deshalb bin ich als freier Mensch stolz darauf, sagen zu können ‚Ich bin ein Berliner‘!“

Kennedy notierte sich auch die Sätze:
- „Lasst sie nach Berlin kommen“
- „Civis Romanus sum“ (deutsch „Ich bin römischer Bürger“)

Er übte zuvor mit dem Journalisten Robert H. Lochner diese Passagen im Amtszimmer des Regierenden Bürgermeisters Willy Brandt und ließ sich eine Transkription aufschreiben.
Der Satz „Let them come to Berlin“ kommt in Kennedys Rede viermal vor, wenn er vor der Verharmlosung des Kommunismus warnt. Beim vierten Mal spricht Kennedy den Satz direkt auf Deutsch: „Lasst sie nach Berlin kommen.“

## Weiterverwendung
- Während der Jugoslawienkriege in den 1990er Jahren referierte die US-amerikanische Politikerin Madeleine Albright diese Worte, wohl anmerkend, sie wolle im Hinblick auf Kennedy nicht unbescheiden wirken, aber doch auf die geschichtliche Parallele verweisen: „Ja sam Sarajevka!“ (deutsch: „Ich bin Sarajevoerin!“)
- Der brasilianische Autor João Ubaldo Ribeiro beendet das erste Kapitel seines Buches Ein Brasilianer in Berlin mit dem Satz „Ich bin ein Berliner, wie schon einmal jemand gesagt hat.“
- Als Festredner bei der Verleihung der Carl-von-Ossietzky-Medaille 2008 im Berliner Haus der Kulturen der Welt an das Bürgerkomitee des palästinensischen Dorfs Bil'in und an die israelischen „Anarchisten gegen die Mauer“ schloss Uri Avnery seine Rede mit der Feststellung, Bil'in sei beispielhaft für Zivilcourage und Engagement, und deswegen sei es jedes anständigen Menschen Pflicht zu bekunden: „Ich bin ein Bil'iner“.[7]

## Missverständnis im englischsprachigen Raum
In den USA entstand in den 1980er Jahren eine moderne Sage, nach der sich Kennedy durch unsauberen Gebrauch der deutschen Grammatik zum Gespött der Berliner gemacht habe. Korrekt habe der Satz „Ich bin Berliner“ lauten müssen (ohne unbestimmten Artikel), und Kennedys Wendung sei von den Berlinern als „Ich bin ein Berliner (Pfannkuchen)“ verstanden worden, worauf großes Gelächter ausgebrochen sei. Obwohl an dieser Darstellung nichts stimmt, erfreut sie sich in den USA immer noch großer Beliebtheit und wird mit großer Regelmäßigkeit meist als “I am a jelly(-filled) doughnut” zitiert.
Die älteste bekannte Fundstelle ist der 1983 erschienene Roman Berlin Game (deutsch: Brahms vier, 1984) des britischen Autors Len Deighton, in dem die Behauptung aber vermutlich nicht ernst gemeint ist. Sie wurde in der Rezension des Buches in der New York Times aufgegriffen und dort wohl für wahr gehalten. Eine Glosse in der New York Times am 30. April 1988 brachte die Behauptung dann erstmals losgelöst von dieser Quelle. Sie wurde auch weiterhin in seriösen Medien kolportiert wie bei der BBC, in The Guardian oder bei der NBC. Auch in einer frühen Version der englischsprachigen Wikipedia wird „I am a jelly doughnut“ als eine von zwei Interpretierungsweisen des Satzes aufgezeigt.

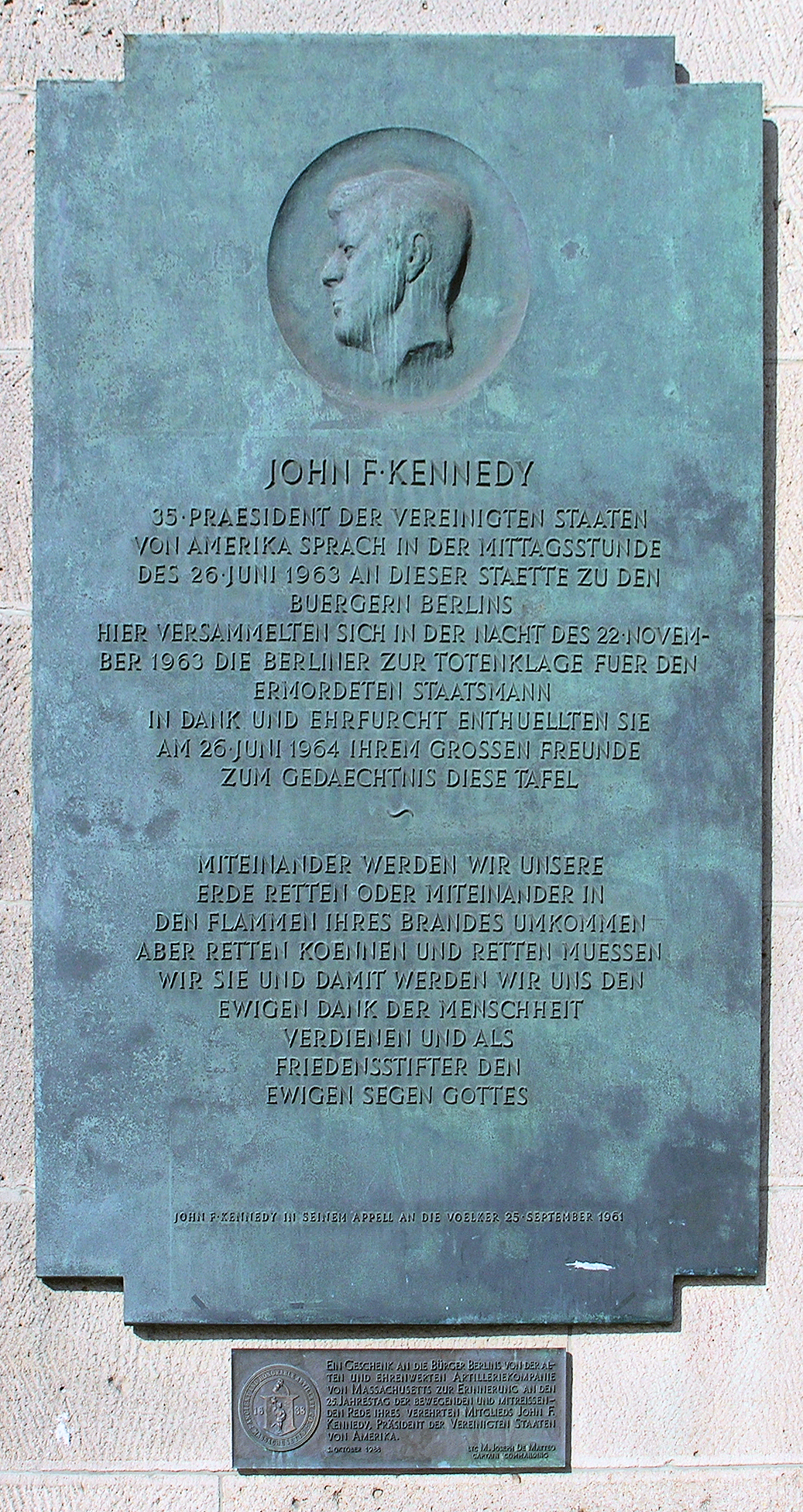
Gedenktafel am Rathausportal zu Kennedys Rede

Abgesehen davon, dass der unbestimmte Artikel im Deutschen korrekterweise bei Nomen verwendet wird, die als Stellvertreter einer Klasse auftreten, nennt man in Berlin den Berliner Pfannkuchen nicht „Berliner“, sondern „Pfannkuchen“. Der Satz ist also korrekt und wurde auch vor der Rede entsprechend geprüft.
Nach dem ersten Vorkommen (mit amerikanischem Akzent) bricht Jubel aus. Beim nächsten Satz gibt es zu Beginn einen Sprechchor einer kleinen Gruppe, Kennedy setzt mehrmals an und dankt dann dem Dolmetscher (der in der Aufnahme nicht zu hören ist): “I appreciate my interpreter translating my German!” („Ich bin dem Dolmetscher dankbar, dass er mein Deutsch übersetzt hat.“) Darauf bezog sich das folgende Gelächter. In der deutschen Übersetzung der US-Botschaft vom selben Tag wird dieser Satz leicht geändert in: „Ich bin dem Dolmetscher dankbar, daß er mein Deutsch noch besser übersetzt hat.“

## Nachwirkung
Die Rede wurde als Teil der Dokumente zum Bau und Fall der Berliner Mauer sowie zum Zwei-plus-Vier-Vertrag in die Liste zum Weltdokumentenerbe der UNESCO aufgenommen.

## Sonstiges
Für Übertragung und Aufzeichnung der Rede war u. a. der Radiosender AFN Berlin verantwortlich. Der später als Autor und Hauptdarsteller der Fernsehserie Löwenzahn bekannt gewordene Peter Lustig war verantwortlich für den Ton der Filmaufnahme von Kennedys Rede.
Das Original des Notiz-Zettels der Rede Kennedys ist heute im Foyer des Bundeskanzleramtes in Berlin ausgestellt. Es handelt sich um ein Staatsgeschenk des US-Präsidenten Barack Obama an Bundeskanzlerin Angela Merkel.